# Borowie (gmina)
Borowie – gmina wiejska w województwie mazowieckim, w powiecie garwolińskim. W latach 1975–1998 gmina położona była w województwie siedleckim.
Siedziba gminy to Borowie.
Według danych z 1 stycznia 2011 gminę zamieszkiwało 5230 osób.
Na terenie gminy znajduje się parafia Trójcy Świętej w Borowiu.

## Struktura powierzchni
Według danych z roku 2002 gmina Borowie ma obszar 80,41 km², w tym:
- użytki rolne: 78%
- użytki leśne: 17%

Gmina stanowi 6,26% powierzchni powiatu.

## Demografia

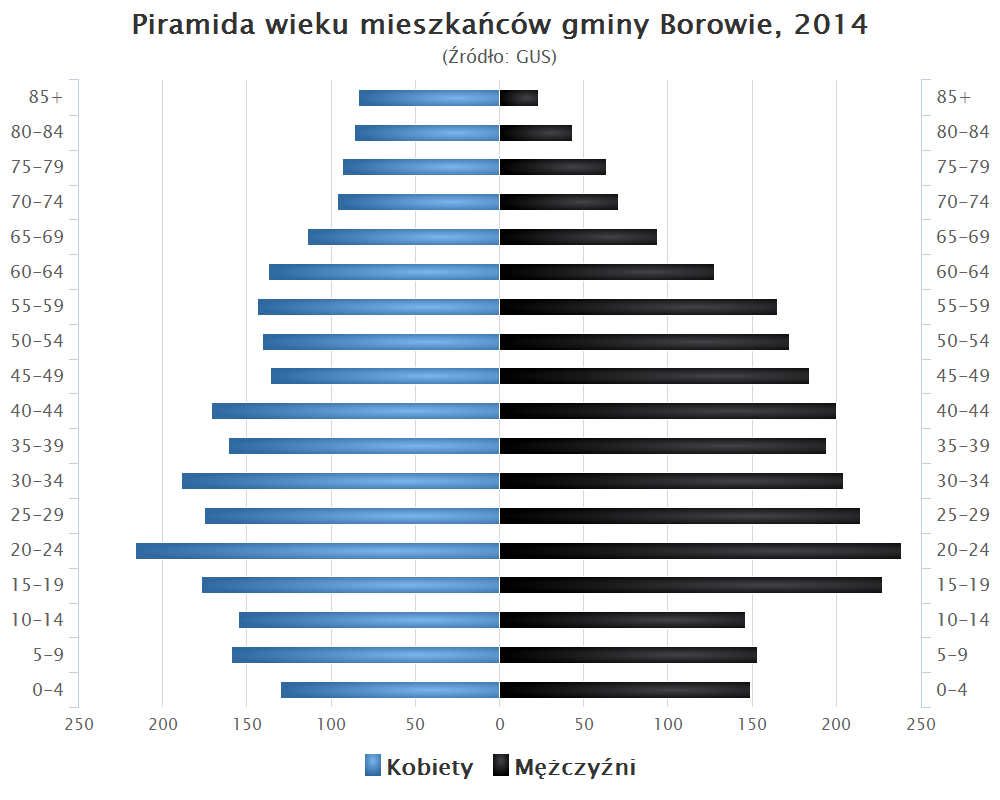
Piramida wieku mieszkańców gminy Borowie w 2014 roku

Dane z 1 stycznia 2011:
| Opis                              | Ogółem | Ogółem | Kobiety | Kobiety | Mężczyźni | Mężczyźni |
| --------------------------------- | ------ | ------ | ------- | ------- | --------- | --------- |
| jednostka                         | osób   | %      | osób    | %       | osób      | %         |
| populacja                         | 5230   | 100    | 2584    | 49,4    | 2646      | 50,6      |
| gęstość zaludnienia (mieszk./km²) | 64,1   | 64,1   | 31,9    | 31,9    | 32,1      | 32,1      |

## Sołectwa
Borowie, Brzuskowola, Chromin, Dudka, Filipówka, Głosków, Gościewicz, Gózd, Iwowe, Jaźwiny, Kamionka, Laliny, Łętów, Łopacianka, Nowa Brzuza, Stara Brzuza, Słup Pierwszy, Słup Drugi, Wilchta.
Pozostałe miejscowości: Borowie-Kolonia, Chrominek, Czarnów, Głosków-Kolonia, Gózd-Kolonia, Podlaliny.

## Sąsiednie gminy
Garwolin, Górzno, Latowicz, Miastków Kościelny, Parysów, Stoczek Łukowski, Wodynie